# Johann Christoph Florschütz
Johann Christoph Florschütz, auch bekannt als Rat Christoph Florschütz (* 29. März 1794 in Coburg; † 8. Januar 1882 ebenda), war der Lehrer und langjährige Begleiter von Prinz Albert von Sachsen-Coburg und Gotha und dessen Bruder Prinz Ernst.

## Leben
Florschütz wurde als Sohn eines Coburger Gymnasiallehrers geboren. Er wuchs im Geist der Aufklärung und Liberalität auf. Zunächst besuchte er das Gymnasium Casimirianum und studierte danach, ermutigt durch seinen Vater, Philosophie und Theologie in Jena. 1815 bestand er die Prüfung zum Predigerkandidat in Coburg.
Für kurze Zeit war er Hauslehrer in der Familie Mensdorff-Pouilly. Schließlich wurde Florschütz am 4. Mai 1823 zum „Herzoglichen Rat und Prinzen-Instructor“ der beiden Söhne von Herzog Ernst von Sachsen-Coburg und Gotha berufen. 1826 wurde er zum Konsistorialrat ernannt und erhielt ein Gehalt von 600 Gulden jährlich. Florschütz sorgte hier für einen geregelten Tagesablauf und Nestwärme für die beiden Prinzen, deren Eltern sich gerade scheiden ließen. Zudem schickte Florschütz regelmäßig Berichte über Prinz Albert an dessen Onkel, den belgischen König Leopold I. Außer Schreiben, Zeichnen und Musik erteilte Florschütz bis 1829 allen Unterricht selbst. Danach unterrichtete er Religion, Geschichte, Geographie, Philosophie und Latein, während er für die anderen Fächer weitere Lehrer hinzuzog. 1836 wurde er zum Geheimen Hofrath ernannt.
Mit Abschluss der Studien der Prinzen 1838 wechselte Florschütz mit dem Titel Geheimer Konsistorialrat als Referent für die geistlichen Angelegenheiten in die herzogliche Ministerialverwaltung. 1844 berief ihn Ernst II. nach seinem Regierungsantritt in sein Geheimes Cabinett und verlieh ihm den Titel Geheimer Conferenzrat.
Florschütz heiratete am 19. Februar 1838 Therese (1818–1888), eine Tochter des Coburger Generalsuperintendenten Wilhelm August Friedrich Genßler. Das Ehepaar hatte eine Tochter.

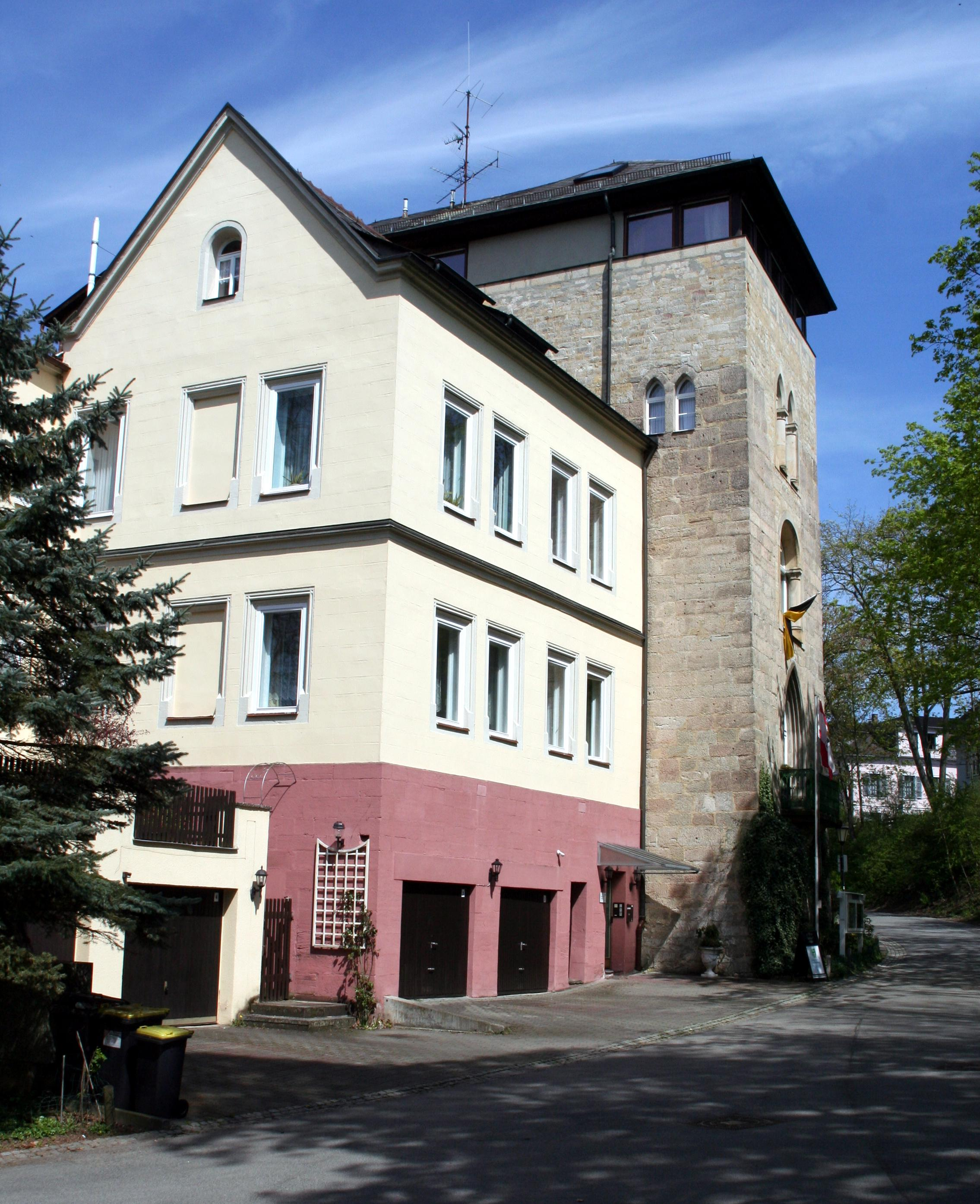
Bärenturm, ehemaliges Wohnhaus in Coburg

Die beiden Prinzen Albert und Ernst ließen für Florschütz ein Haus in Coburg erbauen. Er blieb mit Prinz Albert nach dessen Eheschließung mit Königin Victoria in Briefkontakt. Als Prinz Albert 1860 das letzte Mal nach Coburg reiste, besuchte er auch Florschütz. Bei seiner Beisetzung waren Vertreter des Herzogs von Coburg und der englischen Königin anwesend.

## Auszeichnungen
- Herzoglich Sachsen-Ernestinischer Hausorden, Komtur I. Klasse[2]
- Christusorden (Portugal), Ritter
- Leopoldsorden (Belgien), Offizier

## Erinnerung
In Gotha wurde zu Ehren Florschütz' die vom Viadukt auf den Seeberg führende Straße Florschützstraße benannt.